# Межсезонье (спорт)
Межсезонье  — в спорте это является промежутком времени между двумя сезонами. В это время не проводится никаких официальных соревнований, спортсмены отдыхают или тренируются, готовясь к выступлениям в новом спортивном сезоне.
В игровых видах спорта в межсезонье практикуются тренировочные, межсезонные игры или небольшие межсезонные турниры. Именно в межсезонье чаще всего команды приобретают новых игроков и тренеров.